# Differenze di genere nel suicidio

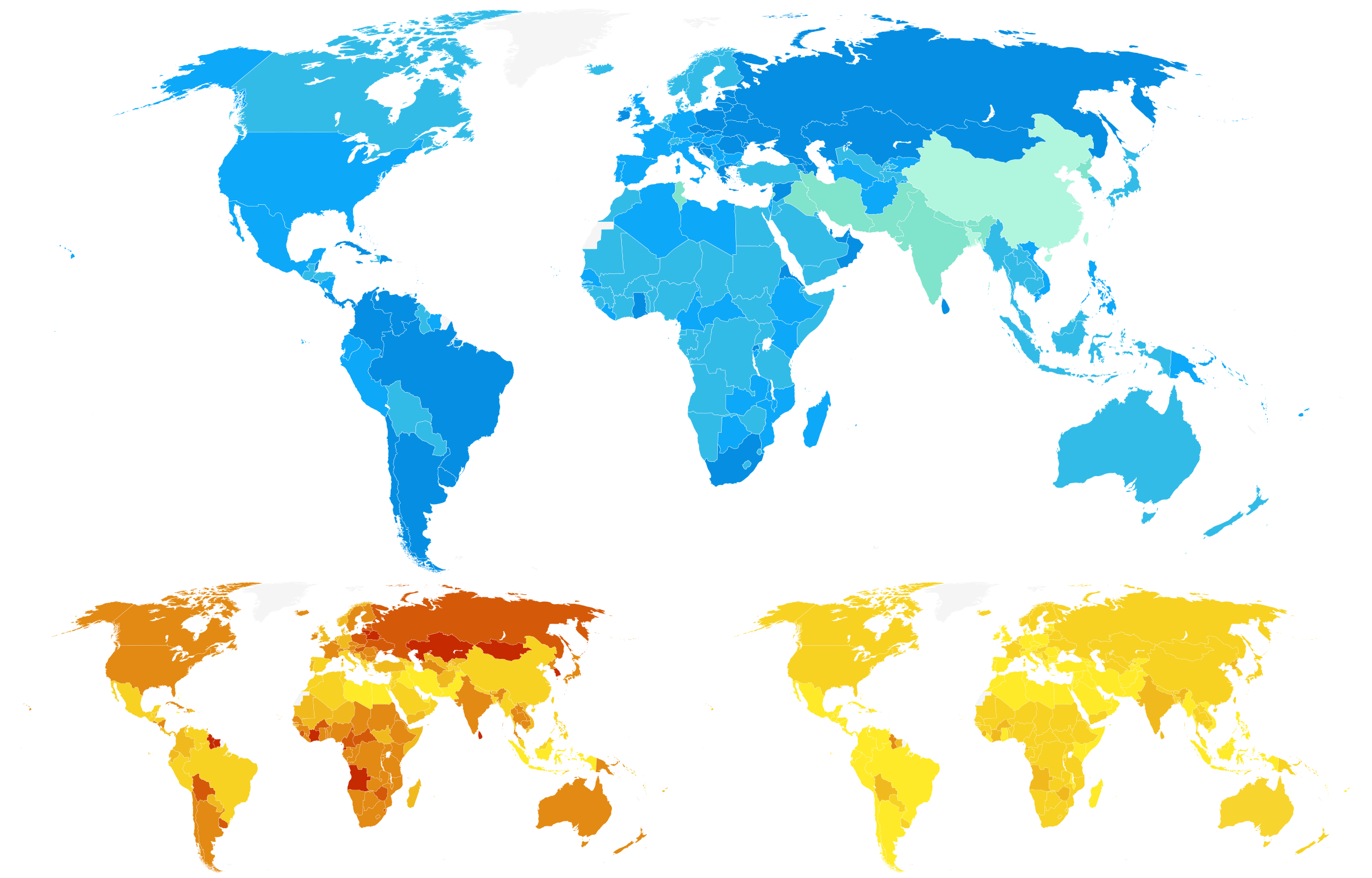
Mappa mondiale dei rapporti tra uomini e donne nei tassi di suicidio nel 2015 (il blu indica più suicidi maschili). Di seguito le mappe mondiali dei tassi di suicidio maschili (a sinistra) e femminili (a destra) ogni 100.000 abitanti utilizzati per ricavare i rapporti (il rosso indica tassi più elevati).

È stato dimostrato che le differenze di genere nei tassi di suicidio sono significative. Esistono diversi tassi di suicidi e di comportamento suicida tra maschi e femmine (sia tra gli adulti che tra gli adolescenti). Mentre le femmine hanno più spesso pensieri suicidi, i maschi muoiono per suicidio molto più frequentemente. Questa discrepanza è anche nota come "paradosso di genere nel suicidio".
A livello globale, nel 2008 la morte per suicidio si è verificata circa 1,8 volte più spesso tra gli uomini che tra le donne, e 1,7 volte nel 2015. Nel mondo occidentale, gli uomini muoiono per suicidio tre o quattro volte più spesso delle donne. Questa maggiore frequenza maschile aumenta nelle persone con più di 65 anni. I tentativi di suicidio sono da due a quattro volte più frequenti tra le donne. I ricercatori hanno in parte attribuito la differenza tra suicidio e tentato suicidio tra i sessi al fatto che i maschi utilizzano mezzi più letali per porre fine alla propria vita. Sono state fornite anche altre ragioni, tra cui la disparità nella forza o nella genuinità dei pensieri suicidi.

## Panoramica
| Rank | Region (% of world pop)      | Male–Female Ratio | Suicide Rate (per 100,000) |
| ---- | ---------------------------- | ----------------- | -------------------------- |
| 1    | Europe (13%)                 | 4.0 : 1           | 14.2                       |
| 2    | Americas (13.5%)             | 3.6 : 1           | 7.9                        |
| 3    | South Eastern Asia (26%)     | 1.5 : 1           | 15.6                       |
| 4    | Western Pacific (26%)        | 1.3 : 1           | 12.6                       |
| 5    | Africa (13%)                 | 2.2 : 1           | 6.4                        |
| 6    | Eastern Mediterranean (8.5%) | 1.1 : 1           | 5.6                        |
| –    | World                        | 1.8 : 1           | 11.6                       |

Il ruolo del genere come fattore di rischio per il suicidio è stato ampiamente studiato. Mentre le donne, in particolare quelle di età inferiore ai 25 anni, mostrano tassi più elevati di comportamento suicida non fatale e pensieri suicidi, e tentano il suicidio più frequentemente rispetto agli uomini, gli uomini hanno un tasso di suicidio molto più elevato. Questo è noto come paradosso di genere nel suicidio, un termine coniato da Silvia Sara Canetto e Isaac Sakinofsky.
Secondo l'Organizzazione Mondiale della Sanità (OMS), le sfide rappresentate dallo stigma sociale, dal tabù di parlare apertamente di suicidio e dalla scarsa disponibilità di dati sono ostacoli che portano a una scarsa qualità dei dati sia sul suicidio che sui tentativi di suicidio. L'organizzazione afferma che "data la sensibilità del suicidio - e l'illegalità del comportamento suicida in alcuni paesi - è probabile che la sottostima e la classificazione errata siano problemi maggiori per il suicidio rispetto alla maggior parte delle altre cause di morte".

### Fattori
Molti ricercatori hanno tentato di trovare spiegazioni sul perché il genere sia un indicatore così significativo per il suicidio. Una spiegazione comune si basa sulle costruzioni sociali della mascolinità e della femminilità egemoniche. Secondo la letteratura su genere e suicidio, i tassi di suicidio maschili sono spiegati in termini di ruoli di genere tradizionali. I ruoli di genere maschile tendono a enfatizzare maggiori livelli di forza, indipendenza, comportamento rischioso, status economico e individualismo. Il rafforzamento di questo ruolo di genere spesso impedisce ai maschi di cercare aiuto per i sentimenti suicidi e la depressione.
Sono stati proposti vari altri fattori come causa del paradosso di genere. Parte di questo divario potrebbe essere spiegato dagli elevati livelli di stress derivanti dai ruoli di genere tradizionali. Ad esempio, la morte del coniuge e il divorzio sono fattori di rischio per il suicidio in entrambi i sessi, ma l’effetto è in qualche modo mitigato per le donne. Nel mondo occidentale, le donne sono più propense a mantenere legami sociali e familiari a cui possono rivolgersi per chiedere sostegno dopo aver perso il coniuge. Un altro fattore strettamente legato ai ruoli di genere è lo status occupazionale maschile. La vulnerabilità degli uomini può essere accentuata durante i periodi di disoccupazione a causa delle aspettative sociali che impongono loro di provvedere a se stessi e alle proprie famiglie. Il divario di genere è meno marcato nei paesi in via di sviluppo. Una teoria avanzata per spiegare questo divario più piccolo è il maggiore peso della maternità dovuto alle norme culturali. Nelle regioni in cui l’identità delle donne è costruita attorno alla famiglia, avere figli piccoli può essere correlato a minori rischi di suicidio. Allo stesso tempo, lo stigma legato all'infertilità o all’avere figli fuori dal matrimonio può contribuire a tassi più elevati di suicidio tra le donne. Gli uomini che provengono da aree meno ricche hanno maggiori probabilità di commettere suicidio rispetto agli uomini che provengono da aree più ricche.
Nel 2003, un gruppo di sociologi ha esaminato il divario di genere e di suicidio considerando l'impatto dei fattori culturali sui tassi di suicidio. I quattro fattori culturali – distanza dal potere, individualismo, evitamento dell’incertezza e mascolinità – sono stati misurati per 66 paesi utilizzando i dati dell’Organizzazione Mondiale della Sanità. Come risultato, è emerso che le accezioni culturali riguardanti l'individualismo sono quelle più strettamente legate al divario di genere: i paesi che attribuivano un valore maggiore all'individualismo mostravano tassi più elevati di suicidio maschile. La distanza dal potere, definita come la separazione sociale tra le persone sulla base delle finanze o allo status, è stata correlata negativamente al suicidio. Tuttavia, i paesi con alti livelli di distanza dal potere hanno tassi più elevati di suicidio femminile rispetto agli altri. Lo studio ha, infine, scoperto che i fattori culturali stabilizzanti hanno avuto un effetto più forte sui tassi di suicidio per le donne rispetto agli uomini.

### Metodi diversi in base al genere
La differenza segnalata nei tassi di suicidio tra uomini e donne è in parte dovuta ai metodi utilizzati da ciascun genere. Infatti, sebbene le donne tentino il suicidio con un tasso più elevato, è più probabile che utilizzino metodi meno letali nell'immediato. Gli uomini spesso muoiono per suicidio, tramite azioni ad alto tasso di mortalità, come l'impiccagione, l'avvelenamento da monossido di carbonio e le armi da fuoco. Ciò è in contrasto con quanto accade alle donne, che tendono a ricorrere al sovradosaggio di farmaci. Sebbene il sovradosaggio possa essere mortale, è meno immediato e quindi più probabile che venga individuato prima che si verifichi la morte. In Europa, dove la discrepanza di genere è maggiore, uno studio ha rilevato che il metodo di suicidio più frequente tra entrambi i sessi è l'impiccagione; tuttavia, il ricorso all'impiccagione è stato significativamente più elevato tra gli uomini (54,3%) che tra le donne (35,6%). Lo stesso studio ha rilevato che il secondo metodo più comune era l’uso delle armi da fuoco (9,7%) per gli uomini e l’avvelenamento da farmaci (24,7%) per le donne.
Alcune ricerche affermano che il fatto che gli uomini ricorrano a mezzi più letali per suicidarsi non può essere l'unica ragione della disparità di genere. Una ragione di ciò potrebbe essere che gli uomini che tentano il suicidio potrebbero avere una volontà più forte e genuina di porre fine alla propria vita, mentre le donne si impegnano di più in "atteggiamenti suicidi". Altre ricerche suggeriscono che anche quando uomini e donne utilizzano gli stessi metodi, gli uomini hanno comunque maggiori probabilità di morire a causa di essi.

### Strategie preventive
Negli Stati Uniti, sia il Dipartimento della Salute e dei Servizi Umani che l’American Foundation for Suicide Prevention affrontano metodi diversi per ridurre il suicidio, ma non riconoscono esigenze separate tra uomini e donne. Nel 2002, il Dipartimento della Salute inglese ha lanciato una campagna di prevenzione del suicidio rivolta a gruppi ad alto rischio, tra cui giovani uomini, prigionieri e persone con disturbi mentali. La Campaign Against Living Miserably è un'organizzazione benefica del Regno Unito che cerca di sensibilizzare l'opinione pubblica su questo tema. Alcuni studi hanno dimostrato che, poiché le giovani donne presentano un rischio più elevato di tentare il suicidio, le politiche mirate a questa fascia demografica sono le più efficaci nel ridurre i tassi complessivi. I ricercatori hanno inoltre raccomandato trattamenti più aggressivi e a lungo termine, nonché controlli periodici, per gli uomini che mostrano segnali di pensieri suicidi. Anche il cambiamento degli atteggiamenti culturali sui ruoli e le norme di genere, e in particolare le idee sulla mascolinità, può contribuire a colmare il divario di genere.

## Statistiche
| Rank | Paese      | Maschi–Femmine Tasso | Tasso di suicidi (per 100,000) |
| ---- | ---------- | -------------------- | ------------------------------ |
| 1    | Sri Lanka  | 4.4 : 1              | 34.6                           |
| 2    | Lithuania  | 5.8 : 1              | 26.1                           |
| 3    | Mongolia   | 5.2 : 1              | 28.1                           |
| 4    | Kazakhstan | 5.0 : 1              | 27.5                           |
| 5    | Belarus    | 6.5 : 1              | 19.1                           |
| 6    | Poland     | 6.7 : 1              | 18.5                           |
| 7    | Latvia     | 6.7 : 1              | 17.4                           |
| 8    | Russia     | 5.8 : 1              | 17.9                           |
| 9    | Guyana     | 3.0 : 1              | 30.6                           |
| 10   | Suriname   | 3.3 : 1              | 26.9                           |
| –    | World      | 1.7 : 1              | 10.7                           |

Nella maggior parte del mondo, l'incidenza del suicidio è notevolmente più alta tra gli uomini che tra le donne, in tutte le fasce d'età. Nel 2015, quasi due terzi dei suicidi nel mondo (che rappresentano circa l'1,5% di tutti i decessi) sono ad opera di uomini.

### Stati Uniti
Dagli anni '50, in genere gli uomini muoiono per suicidio da tre a cinque volte più frequentemente delle donne. L'uso di risorse per la salute mentale potrebbe contribuire in modo significativo alla differenza di genere nei tassi di suicidio negli Stati Uniti. Studi hanno dimostrato che le donne hanno una probabilità dal 13 al 21% maggiore rispetto agli uomini di ricevere una diagnosi affettiva psichiatrica. Il 72-89% delle donne morte per suicidio ha avuto contatti con un professionista della salute mentale ad un certo punto della propria vita e il 41-58% degli uomini morti per suicidio ha avuto contatti con un professionista della salute mentale.
Negli Stati Uniti si riscontrano differenze nei tassi di suicidio in base al gruppo etnico. Ad esempio, dal 1999 al 2004, il tasso di suicidio tra i maschi adolescenti nativi americani è stato di circa 20 ogni 100.000, mentre il tasso per le femmine afroamericane è stato di circa 1 ogni 100.000. Secondo il CDC, nel 2013 i tassi di suicidio tra i bianchi e i nativi americani erano più del doppio di quelli tra gli afroamericani e gli ispanici. Tuttavia, i bianchi hanno un tasso di tentativi di suicidio inferiore rispetto agli ispanici, e i maschi bianchi e neri hanno il tasso più basso di tentativi di suicidio.

### Europa
Il divario di genere nei tassi di suicidio è generalmente più elevato nei paesi occidentali. Tra le nazioni europee, il divario di genere è particolarmente ampio nei paesi dell'Europa orientale come Lituania, Bielorussia e Ungheria. Alcuni ricercatori attribuiscono i tassi più elevati nei paesi dell'ex-Unione Sovietica a un residuo della recente instabilità politica. Una maggiore attenzione alla famiglia ha portato a un aumento del valore delle donne. Le rapide fluttuazioni economiche hanno impedito agli uomini di provvedere pienamente al sostentamento delle loro famiglie, impedendo loro di adempiere al loro tradizionale ruolo di genere. Insieme, questi fattori potrebbero spiegare il divario di genere. Altre ricerche indicano che la causa potrebbe essere l’aumento dei casi di alcolismo tra gli uomini in queste nazioni. Nel 2014, il tasso di suicidi tra gli uomini sotto i 45 anni nel Regno Unito ha raggiunto il livello più alto degli ultimi 15 anni, pari al 78% del totale di 5.140.

### Paesi non occidentali
Un tasso di mortalità maschile più elevato per suicidio è evidente anche dai dati dei paesi non occidentali: i Caraibi, spesso considerati parte dell'Occidente, ne sono l'esempio più evidente. Nel 1979-81, su 74 paesi con un tasso di suicidio diverso da zero, 69 paesi avevano tassi di suicidio maschili superiori a quelli femminili, due riportavano tassi uguali per i sessi (Seychelles e Kenya), mentre tre riportavano tassi femminili superiori a quelli maschili (Papua Nuova Guinea, Macao e Guyana francese). Il contrasto è ancora più forte oggi, con le statistiche dell’OMS che mostrano la Cina come l’unico paese in cui il tasso di suicidio delle donne eguaglia o supera quello degli uomini. Barraclough ha scoperto che i tassi femminili di età compresa tra 5 e 14 anni erano uguali o superiori a quelli maschili solo in 14 paesi, principalmente in Sud America e in Asia.

### Cina
Nella maggior parte dei paesi, la maggior parte dei suicidi avviene tra gli uomini, ma in Cina le donne hanno una probabilità leggermente maggiore di morire per suicidio rispetto agli uomini. Nel 2015 il rapporto in Cina era di circa 8 maschi ogni 10 femmine. Secondo lil WTO, nel 2016, i tassi di suicidio in Cina per uomini e donne erano quasi gli stessi: 9,1 per gli uomini contro 10,3 per le donne (il tasso è ogni 100.000 persone).
In Cina i ruoli di genere tradizionali attribuiscono alle donne la responsabilità di mantenere la famiglia felice e unita. Nella letteratura cinese il suicidio per le donne è considerato un modo accettabile per evitare la vergogna che potrebbe arrecare a loro stesse o alle loro famiglie. Secondo una revisione del 2002, le ragioni più comuni per la differenza di tasso tra i sessi sono: "lo status inferiore delle donne cinesi, l'amore, il matrimonio, l'infedeltà coniugale e i problemi familiari, i metodi utilizzati per commettere suicidio e la salute mentale delle donne cinesi". Un'altra spiegazione per l'aumento del suicidio tra le donne in Cina è che i pesticidi sono facilmente accessibili e tendono a essere utilizzati in molti tentativi di suicidio compiuti dalle donne. Il tasso di comportamenti suicidari non letali è dal 40 al 60 percento più alto nelle donne rispetto agli uomini. Ciò è dovuto al fatto che le donne sono più colpite dalla depressione rispetto agli uomini e che la depressione è correlata ai tentativi di suicidio. Tuttavia, grazie all’urbanizzazione, i tassi di suicidio in Cina – sia per le donne che per gli uomini – sono diminuiti del 64% dal 1990 al 2016.